# Myotis morrisi
Myotis morrisi är en fladdermusart som beskrevs av Hill 1971. Myotis morrisi ingår i släktet Myotis och familjen läderlappar. IUCN kategoriserar arten globalt som otillräckligt studerad. Inga underarter finns listade i Catalogue of Life.
Denna fladdermus är bara känd från två områden i Afrika, ett i Etiopien och det andra i Nigeria. Habitatet utgörs av torra eller fuktiga savanner med några buskar och träd. Individerna vilar i grottor och i jordhålor.